# Stephanie Blake
Pour les articles homonymes, voir Blake.
Stephanie Blake, née en 1968 à Northfield dans le Minnesota aux États-Unis, est une autrice et illustratrice américaine de littérature jeunesse, écrivant en français et vivant à Paris.

## Biographie
En France, elle est publiée par L'École des loisirs. Ses livres ont été traduits dans plus de 20 langues. Je ne veux pas aller à l'école et Donner, c'est donner ont tous deux été traduits, puis publiés par Random House. Son personnage de Simon le lapin revient dans plusieurs ouvrages et devient un dessin animé diffusé sur France 5 depuis décembre 2016. 
En mai 2025, elle publie aux éditions La tribu  Le Coup du lapin, son premier roman en littérature adulte. 

## Ouvrages
Série Simon le lapin
Caca boudin, L’école des loisirs ;
Bébé cadum, L’école des loisirs

## Prix et distinctions
- 2018 :  Premio nazionale Nati per Leggere[3] du Salon international du livre (Turin) pour Je ne veux pas déménager